# オランダの歴史
| ネーデルラントの歴史                                                   | ネーデルラントの歴史                                                             | ネーデルラントの歴史                                                | ネーデルラントの歴史                                                  | ネーデルラントの歴史                                                                        | ネーデルラントの歴史                                                                        | ネーデルラントの歴史                                                                        | ネーデルラントの歴史                                                                        | ネーデルラントの歴史                                                                        |
| ---------------------------------------------------------------------- | -------------------------------------------------------------------------------- | ------------------------------------------------------------------- | --------------------------------------------------------------------- | ------------------------------------------------------------------------------------------- | ------------------------------------------------------------------------------------------- | ------------------------------------------------------------------------------------------- | ------------------------------------------------------------------------------------------- | ------------------------------------------------------------------------------------------- |
| フリーシー族                                                           |                                                                                  |                                                                     | ベルガエ族                                                            | ベルガエ族                                                                                  | ベルガエ族                                                                                  | ベルガエ族                                                                                  | ベルガエ族                                                                                  | ベルガエ族                                                                                  |
|                                                                        | カナネファテス族                                                                 | カマウィ族 トゥバンテス族                                           | カマウィ族 トゥバンテス族                                             | ガリア・ベルギカ （紀元前55年 - 5世紀ごろ） ゲルマニア・インフェリオル （83年 - 5世紀ごろ） | ガリア・ベルギカ （紀元前55年 - 5世紀ごろ） ゲルマニア・インフェリオル （83年 - 5世紀ごろ） | ガリア・ベルギカ （紀元前55年 - 5世紀ごろ） ゲルマニア・インフェリオル （83年 - 5世紀ごろ） | ガリア・ベルギカ （紀元前55年 - 5世紀ごろ） ゲルマニア・インフェリオル （83年 - 5世紀ごろ） | ガリア・ベルギカ （紀元前55年 - 5世紀ごろ） ゲルマニア・インフェリオル （83年 - 5世紀ごろ） |
|                                                                        | カナネファテス族                                                                 | サリ・フランク族                                                    |                                                                       | バタウィ族                                                                                  | バタウィ族                                                                                  |                                                                                             |                                                                                             |                                                                                             |
| 無人 （4世紀 - 5世紀ごろ）                                             | 無人 （4世紀 - 5世紀ごろ）                                                       | ザクセン族                                                          | サリ・フランク族 （4世紀 - 5世紀ごろ）                                | サリ・フランク族 （4世紀 - 5世紀ごろ）                                                      | サリ・フランク族 （4世紀 - 5世紀ごろ）                                                      |                                                                                             |                                                                                             |                                                                                             |
| フリースラント王国 （6世紀ごろ - 734年）                               | フリースラント王国 （6世紀ごろ - 734年）                                         |                                                                     | フランク王国（481年 - 843年） カロリング帝国 （800年 - 843年）        | フランク王国（481年 - 843年） カロリング帝国 （800年 - 843年）                              | フランク王国（481年 - 843年） カロリング帝国 （800年 - 843年）                              | フランク王国（481年 - 843年） カロリング帝国 （800年 - 843年）                              | フランク王国（481年 - 843年） カロリング帝国 （800年 - 843年）                              | フランク王国（481年 - 843年） カロリング帝国 （800年 - 843年）                              |
| フリースラント王国 （6世紀ごろ - 734年）                               | フリースラント王国 （6世紀ごろ - 734年）                                         | アウストラシア（511年 - 687年）                                     |                                                                       |                                                                                             |                                                                                             |                                                                                             |                                                                                             |                                                                                             |
|                                                                        |                                                                                  |                                                                     |                                                                       |                                                                                             |                                                                                             |                                                                                             |                                                                                             |                                                                                             |
|                                                                        |                                                                                  |                                                                     |                                                                       |                                                                                             |                                                                                             |                                                                                             |                                                                                             |                                                                                             |
| 中部フランク王国（843年 - 855年）                                      | 中部フランク王国（843年 - 855年）                                                | 中部フランク王国（843年 - 855年）                                   | 中部フランク王国（843年 - 855年）                                     | 中部フランク王国（843年 - 855年）                                                           | 西フランク王国 （843年 - 987年）                                                            |                                                                                             |                                                                                             |                                                                                             |
| ロタリンギア王国（855年 - 959年） 下ロタリンギア公国（959年 - 1190年） |                                                                                  |                                                                     |                                                                       |                                                                                             | 西フランク王国 （843年 - 987年）                                                            |                                                                                             |                                                                                             |                                                                                             |
| フリースラント                                                         |                                                                                  |                                                                     |                                                                       |                                                                                             |                                                                                             |                                                                                             |                                                                                             |                                                                                             |
| フリースラントの自由 （11世紀 - 16世紀）                               | ホラント伯国 （880年 - 1432年）                                                  | ユトレヒト司教領 （695年 - 1456年）                                 | ブラバント公国 （1183年 - 1430年） ゲルデルン公国 （1046年 - 1543年） | ブラバント公国 （1183年 - 1430年） ゲルデルン公国 （1046年 - 1543年）                       | フランドル伯国 （862年 - 1384年）                                                           | エノー伯国 （1071年 - 1432年） ナミュール伯国 (981年 - 1421年)                              | リエージュ司教領 （980年 - 1794年）                                                         | ルクセンブルク公国 （1059年 - 1443年）                                                      |
|                                                                        | ブルゴーニュ領ネーデルラント（1384年 - 1482年）                                  |                                                                     |                                                                       |                                                                                             |                                                                                             |                                                                                             |                                                                                             |                                                                                             |
|                                                                        | ハプスブルク領ネーデルラント（1482年 - 1795年） （ネーデルラント17州1543年以降） |                                                                     |                                                                       |                                                                                             |                                                                                             |                                                                                             |                                                                                             |                                                                                             |
| ネーデルラント連邦共和国 （1581年 - 1795年）                           | ネーデルラント連邦共和国 （1581年 - 1795年）                                     | ネーデルラント連邦共和国 （1581年 - 1795年）                        | ネーデルラント連邦共和国 （1581年 - 1795年）                          | スペイン領ネーデルラント （1556年 - 1714年）                                                | スペイン領ネーデルラント （1556年 - 1714年）                                                | スペイン領ネーデルラント （1556年 - 1714年）                                                |                                                                                             |                                                                                             |
|                                                                        |                                                                                  |                                                                     |                                                                       | オーストリア領ネーデルラント （1714年 - 1795年）                                            |                                                                                             |                                                                                             |                                                                                             |                                                                                             |
|                                                                        |                                                                                  |                                                                     |                                                                       | ベルギー合衆国 （1790年）                                                                   | ベルギー合衆国 （1790年）                                                                   | ベルギー合衆国 （1790年）                                                                   | リエージュ共和国 （1789年 - 1791年）                                                        |                                                                                             |
|                                                                        |                                                                                  |                                                                     |                                                                       |                                                                                             |                                                                                             |                                                                                             |                                                                                             |                                                                                             |
| バタヴィア共和国（1795年 - 1806年） ホラント王国（1806年 - 1810年）    | バタヴィア共和国（1795年 - 1806年） ホラント王国（1806年 - 1810年）              | バタヴィア共和国（1795年 - 1806年） ホラント王国（1806年 - 1810年） | バタヴィア共和国（1795年 - 1806年） ホラント王国（1806年 - 1810年）   | フランス第一共和政（1795年 - 1804年） フランス第一帝政（1804年 - 1815年）                   | フランス第一共和政（1795年 - 1804年） フランス第一帝政（1804年 - 1815年）                   | フランス第一共和政（1795年 - 1804年） フランス第一帝政（1804年 - 1815年）                   | フランス第一共和政（1795年 - 1804年） フランス第一帝政（1804年 - 1815年）                   | フランス第一共和政（1795年 - 1804年） フランス第一帝政（1804年 - 1815年）                   |
|                                                                        |                                                                                  |                                                                     |                                                                       |                                                                                             |                                                                                             |                                                                                             |                                                                                             |                                                                                             |
| ネーデルラント連合公国（1813年 - 1815年）                              |                                                                                  |                                                                     |                                                                       |                                                                                             |                                                                                             |                                                                                             |                                                                                             |                                                                                             |
| ネーデルラント連合王国（1815年 - 1830年）                              | ネーデルラント連合王国（1815年 - 1830年）                                        | ネーデルラント連合王国（1815年 - 1830年）                           | ネーデルラント連合王国（1815年 - 1830年）                             | ネーデルラント連合王国（1815年 - 1830年）                                                   | ネーデルラント連合王国（1815年 - 1830年）                                                   | ネーデルラント連合王国（1815年 - 1830年）                                                   | ネーデルラント連合王国（1815年 - 1830年）                                                   | ルクセンブルク 大公国 （同君連合、1815年 - ）                                               |
| オランダ王国（1839年 - ）                                              | オランダ王国（1839年 - ）                                                        | オランダ王国（1839年 - ）                                           | オランダ王国（1839年 - ）                                             | ベルギー王国（1830年 - ）                                                                   | ベルギー王国（1830年 - ）                                                                   | ベルギー王国（1830年 - ）                                                                   | ベルギー王国（1830年 - ）                                                                   | ルクセンブルク 大公国 （同君連合、1815年 - ）                                               |
|                                                                        |                                                                                  |                                                                     |                                                                       |                                                                                             |                                                                                             |                                                                                             |                                                                                             | ルクセンブルク大公国 （1890年 - ）                                                          |

オランダの歴史（オランダのれきし）では、北欧のネーデルラント（オランダ語: Nederland、英語: Netherlands; オランダ）王国の域内で展開した歴史について解説する。なお、「オランダ」はネーデルラント連邦共和国・ネーデルラント王国の日本における通称なので、以下の本文ではこの地域をネーデルラントと呼ぶ。

## 前史

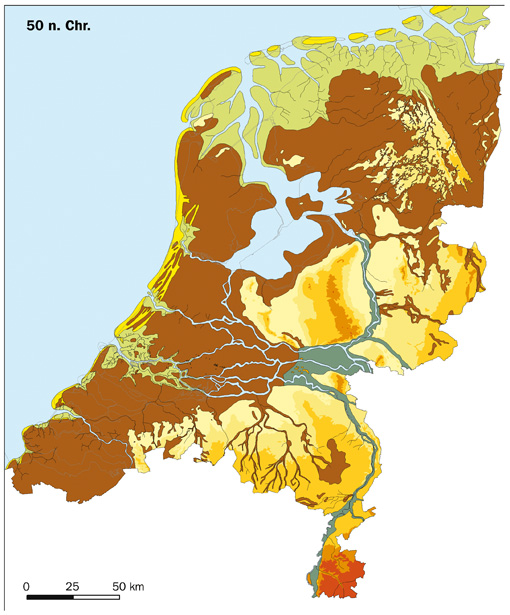
紀元前50年 地理図
(茶色の部分は沼地等)

古代のネーデルラント（低地地方）はライン川下流以南がローマ帝国領、以北はフランク人やフリース人などが住むゲルマン系諸族の土地であった。森林が多い低地帯で、バタウィ族やフリース族などが共存していた。

## ローマ帝国

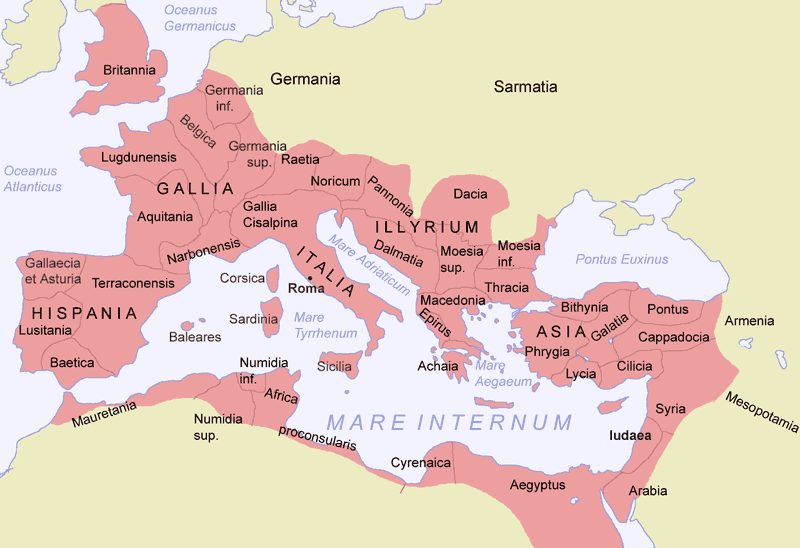
120年頃 ローマ帝国

ネーデルラント（低地地方）は紀元前58年、ガイウス・ユリウス・カエサルが率いるローマ帝国軍の侵攻を受け、ローマ帝国領最北端の地域に編入された（ガリア戦争）。ただし、帝国軍はネーデルラント北部のフリースラント地方の大部分は平定することが出来なかった。帝国はライン川を帝国領北端の国境線として、低地ゲルマニア属州の辺境を守る砦や町を造った。これらの中で重要だった町は、現在のユトレヒト、ナイメーヘン、マーストリヒトである。また、この時初めて文字がこの地にもたらされた。
以前からこの地に住んでいたバタウィ族とローマ帝国の関係は当初は良好なものであり、次第にローマ文化が浸透してゆき、土着の神を奉るローマ風の寺院なども造られた。また、北海で産出される塩も重要な交易商品として帝国各地へ運ばれた。69年には、皇帝ネロの自殺に伴う帝国内の混乱に乗じる形で、ガイウス・ユリウス・キウィリスが首謀したバタウィ族の反乱（革命）が発生した。70年に新皇帝ウェスパシアヌスが実権を握り帝国内の混乱を収める中で、バタウィ族の反乱に対してもローマ軍団を派遣してこれを平定した。以後この地にはローマ軍団が常駐するようになった。
その後ローマ帝国が分裂し、この地を治めるのは西ローマ帝国となるが、帝国の勢力が衰えるとともにこの地域も衰退していったと思われる。

## 民族大移動時代
4世紀以降の民族移動時代には、ネーデルラントは多くのゲルマン人の通過経路となった。なお、この時代の記録はほとんど残されていない。北のフリース人、南のフランク人、東のサクソン人の勢力圏に囲まれていたと考えられている。

## フランク王国

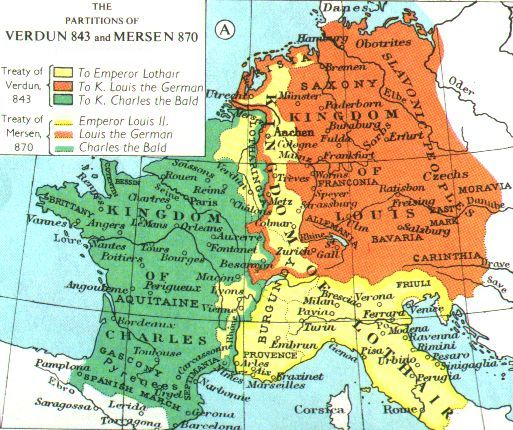
843-870年 フランク王国
(分割後)

民族大移動期にローマ帝国はフランク人のサリ族を傭兵として利用するためにフォエデラティの資格でネーデルラント南部のトクサンドリアに入植させたが、西ローマ帝国の衰退に伴い、サリ族入植地から発展して成立したフランク王国に、ネーデルラント全体が取り込まれていった。フランク王国の初代国王クローヴィス1世がカトリックに改宗したことにより、ネーデルラントにもキリスト教がもたらされた。
フランク王国の史料によれば、7世紀から8世紀においても、ネーデルラント北部からドイツ北部の海岸線に沿った地域はフリースラント王国が独立を保っており、その中心地はユトレヒトであった。734年のボールンの戦いでフランク王国がフリースラント王国を破り、現在のフリースラント州付近までがフランク王国の領土となった。その後、785年にザクセン公ヴィドゥキントがカール大帝に降伏し、ネーデルラントは完全にフランク王国の領土となった。この時点でのフランク王国の中心地は、現在のベルギーと北フランス一帯であった。
843年にフランク王国が西フランク王国、中フランク王国、東フランク王国に分裂すると、ネーデルラントは中フランク王国に属することになった。その後、中フランク王国は再度分裂し、ネーデルラント（現在のオランダ語圏）は東フランク王国に吸収される。
800年頃から1000年頃にかけては、ヴァイキングの激しい侵攻に晒された。841年から873年にかけてはネーデルラントの大部分が占領され、ロリック率いる占領者がドレスタット（現在のユトレヒト付近にあった中世の町）からネーデルラント全域の統治を行った。

## 神聖ローマ帝国

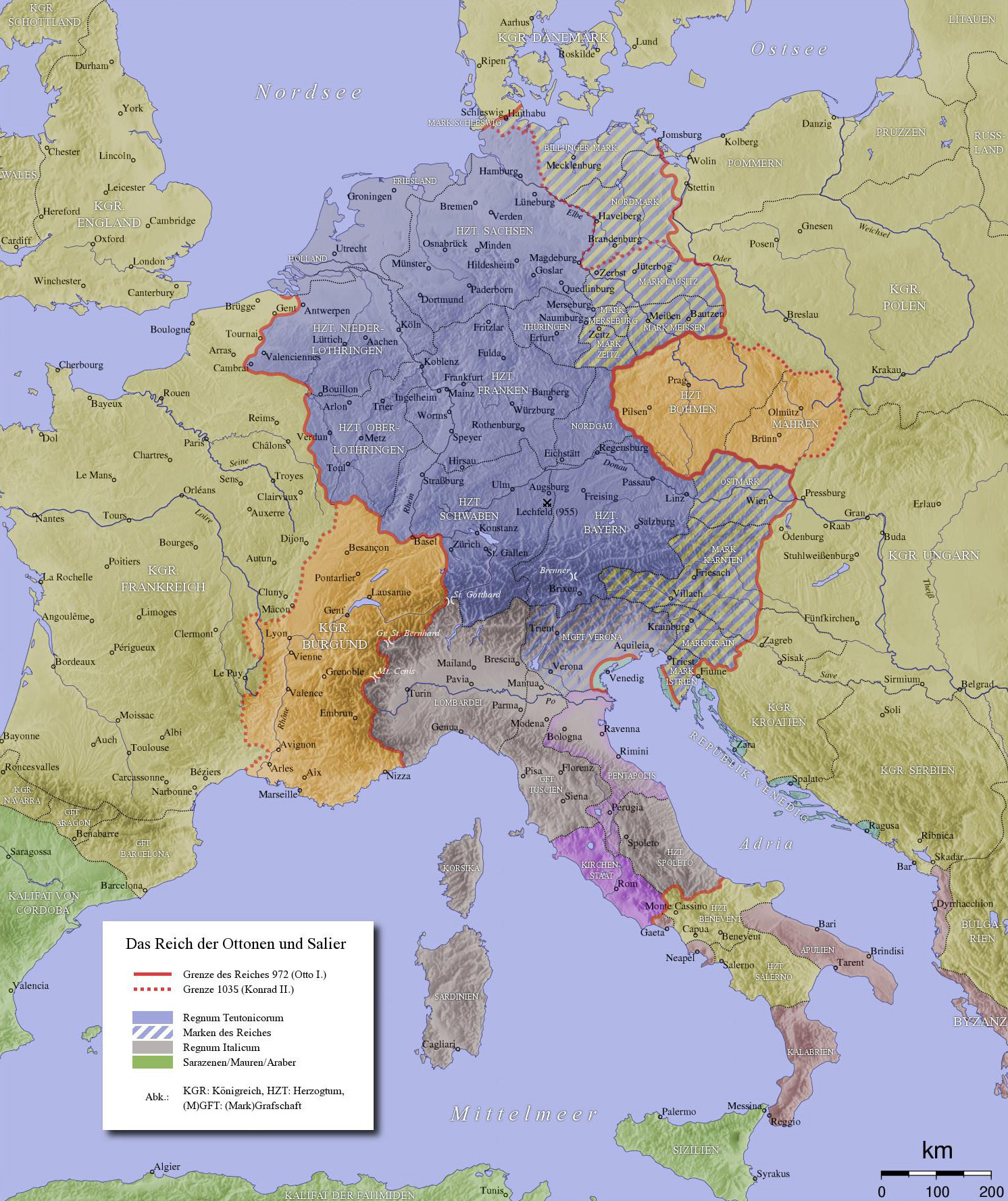
1000年 神聖ローマ帝国

10世紀から11世紀にかけては神聖ローマ帝国がネーデルラントを支配した。ナイメーヘンが皇帝の重要な滞在場所となるとともに、ユトレヒトが重要な商業港となった。ナイメーヘンでは何人かの皇帝が誕生し、そして死去した。1100年頃まで大部分の西ネーデルラント（現在の北ホラント州と南ホラント州付近）は未開の土地であった。1000年頃よりフランドル地方やユトレヒトの農民がこれらの沼地を購入し、排水して耕作地に変えていった。これらの土地は12世紀にはホラントと呼ばれるようになった。また、1000年頃から農業技術の急速な発展に伴い、食糧増産が可能となった。それに伴い、人口も増加し商業も発展した。ギルドの形成や市場の設置も行われるようになった。通貨の導入も行われ、商業はますます盛んになった。この頃のネーデルラントでは十字軍への参加も盛んに行われるようになっていた。
フランドル地方やブラバント地方では町が急速に発展し、領主から都市権を含む様々な権利を得るようになる。自治権などを持つ発展した街は、まるで独立国のようになっていった。この頃最も発達した街はブルージュとアントウェルペンであった（どちらも現在のベルギーの都市）。また、帝国内でそれぞれの領地を治めていた領主も帝国からの独立性を高めていった。神聖ローマ帝国はもはや各地を直接統治する権限を行使することが出来なくなり、単なる名目上のものとなった。ネーデルラントはホラント伯、ゼーラント伯、エノー伯、ヘルダーラント伯、ユトレヒト司教がそれぞれ治め、神聖ローマ帝国の宗主権下に入る形となった。また、フリースラントとフローニンゲンは半独立を保っていた。

## ブルゴーニュ領ネーデルラント
15世紀になるとブルゴーニュ公フィリップ善良公がこれらの伯領を統一し、ネーデルラント一帯はブルゴーニュ公国の一部（ブルゴーニュ領ネーデルラント）となる。この頃のネーデルラントは毛織物生産により経済的先進地となり、ヘント、アントウェルペンなどの富裕な都市を生み出している。しかし1477年シャルル大胆公がナンシーの戦いで戦死し、ブルゴーニュ公家はここで断絶してしまう。一人娘のマリーはオーストリア大公マクシミリアン（後の神聖ローマ皇帝）と結婚し、ネーデルラント地域はハプスブルク家の所領となった。他方、ブルゴーニュ公領は、フランスのルイ11世（在位1461〜1481年）が接収した。

## ハプスブルク領ネーデルラント

### カール5世のネーデルラント政策

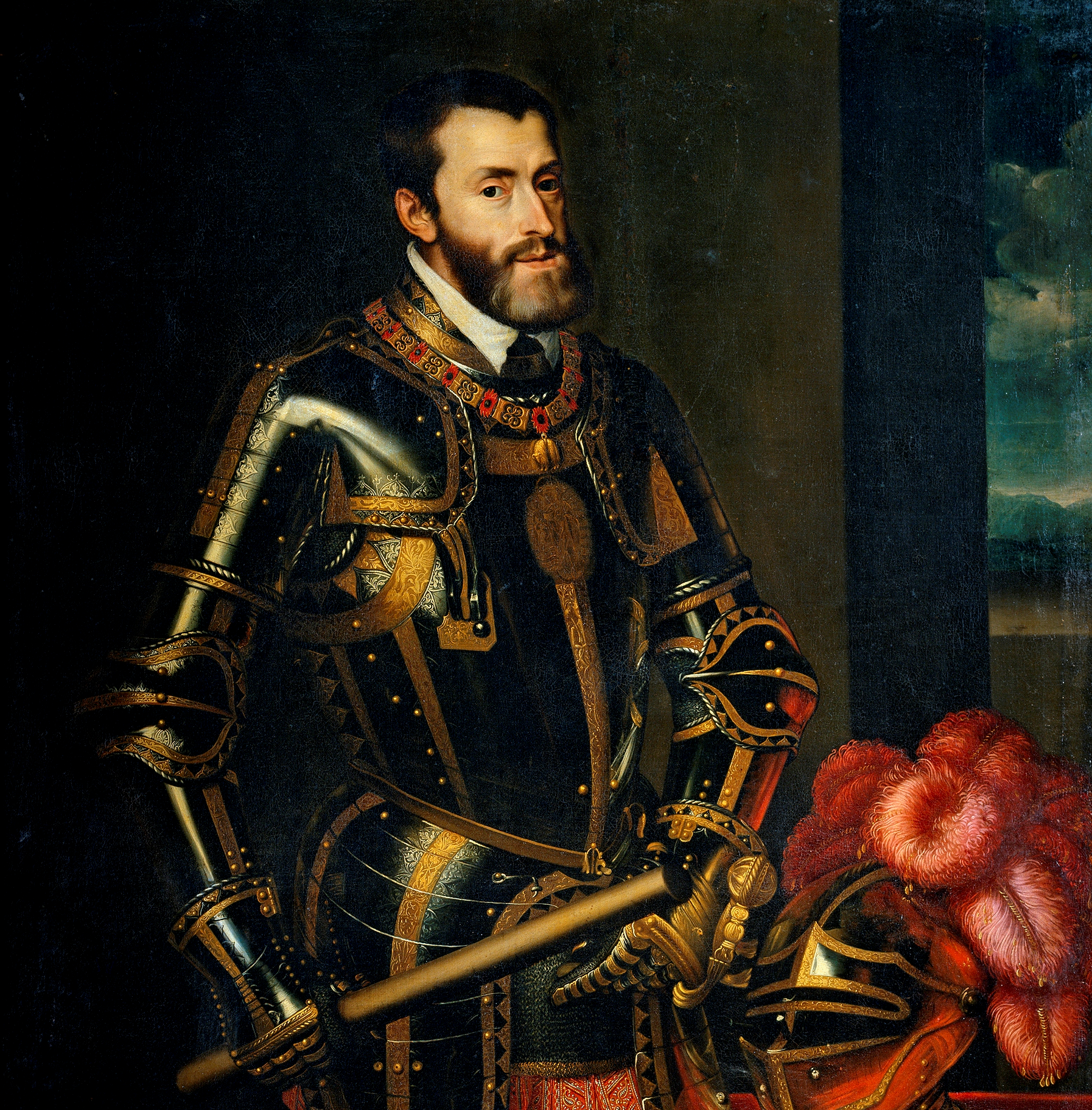
神聖ローマ皇帝 カール5世

マクシミリアンとマリーの孫で自らもネーデルラントで生まれ育った神聖ローマ皇帝カール5世は、ネーデルラント17州全ての主権者として専制政治を行い、カール5世退位後にハプスブルク領がオーストリア・ハプスブルク家とスペイン・ハプスブルク家に分割されると、ネーデルラントはスペインの支配下に入った。
また、1530年代には再洗礼派がネーデルラントに流入し、アムステルダムを中心に勢力を伸ばした。1534年にはヤン・マティスを指導者として再洗礼派がアムステルダムを掌握、さらに再洗礼派にはヤン・ベーケルスゾンが指導者として加わり、ミュンスターを中心とした「ミュンスター千年王国」を建設したが、1535年にはプロテスタント諸侯とカトリック諸侯の連合軍によってミュンスターは陥落した。
1545年、カール5世はネーデルラント諸州に異端審問官を設置、1550年にはこれらの異端審問官を皇帝直属機関とした。しかしこうした政策は主に経済面への悪影響を懸念するネーデルラント各都市からの反発を受けたため、カール5世によるプロテスタントへの圧力は弱まった。一方、1540年代にはカルヴァン派もネーデルラントに流入し、都市部の商人や手工業者を中心に勢力を広げた。
このように、カール5世のネーデルラント政策はプロテスタントへの弾圧が目立つものであったが、一方でネーデルラント諸州が政治的一体性を持ち、また「ネーデルラント」としての統一的なアイデンティティを獲得し始めた時期にも相当する。

### フェリペ2世のネーデルラント政策
カール5世は1555年にネーデルラント諸州を息子フェリペ2世に譲り、翌年にはスペイン王位も譲って隠居生活に入る。

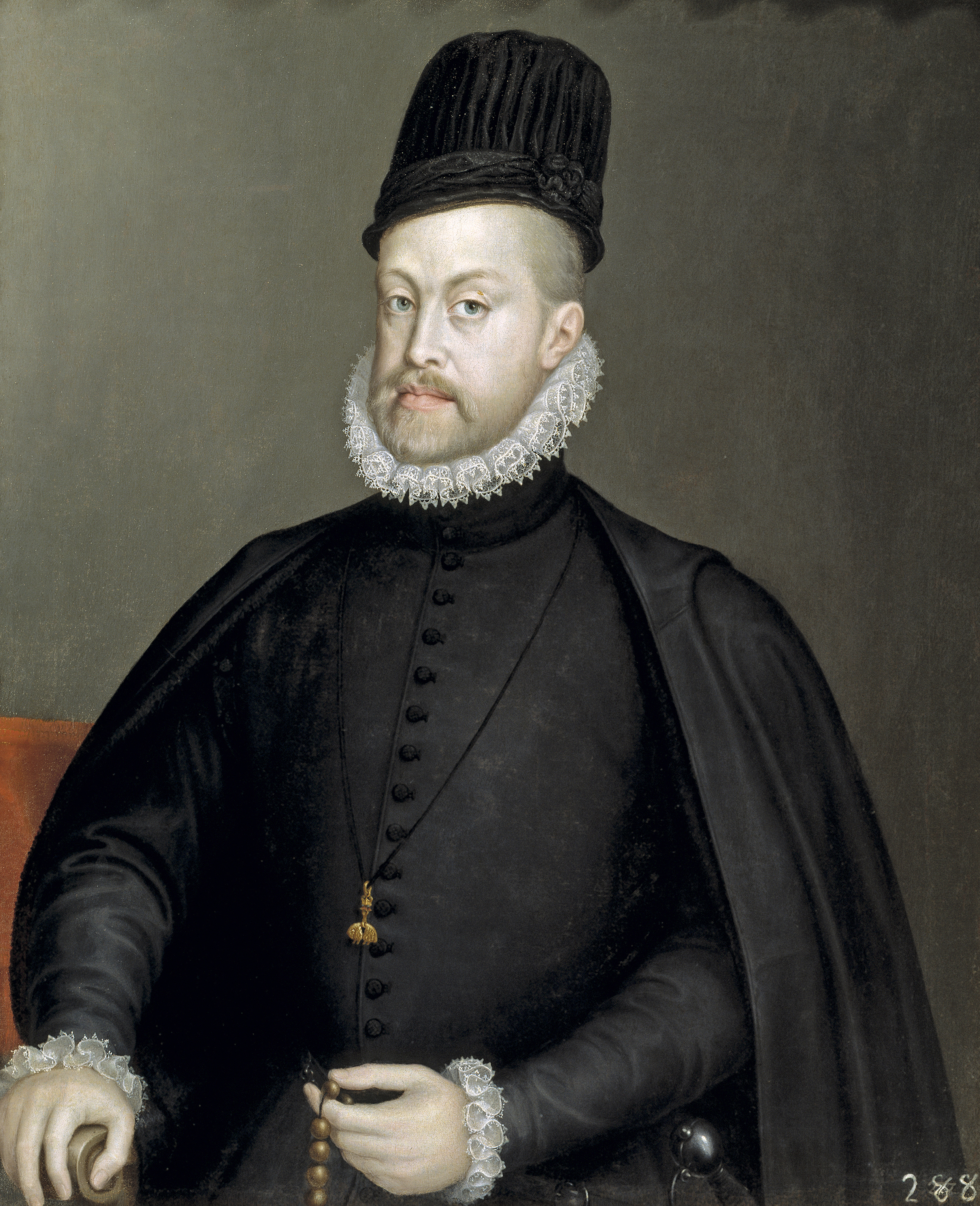
スペイン国王 フェリペ2世

フェリペ2世は1559年までネーデルラントに留まったが、この年に庶姉のパルマ公妃マルゲリータをネーデルラント全州総督に任命してスペインへ向かった。ネーデルラント諸州の政治はアラス司教のグランヴェルが事実上の最高責任者となった。一方、同年にはカトー・カンブレジ条約によってヴァロワ家とハプスブルク家の講和が成立したため、フランスからネーデルラントへ大量のカルヴァン派が流入を開始した。同年にはまた、ネーデルラント諸州の司教区再編が議論され、1562年には、それまでランス大司教区、ケルン大司教区、トリアー大司教区という、いずれもネーデルラント諸州外の大司教の管轄下に置かれていたネーデルラント諸州が新たにカンブレ、メヘレン、ユトレヒトの3つの大司教区に再編された。この結果、ネーデルラント諸州の貴族たちが持っていた教会関係の利権が失われることとなり、貴族たちの不満が募った。

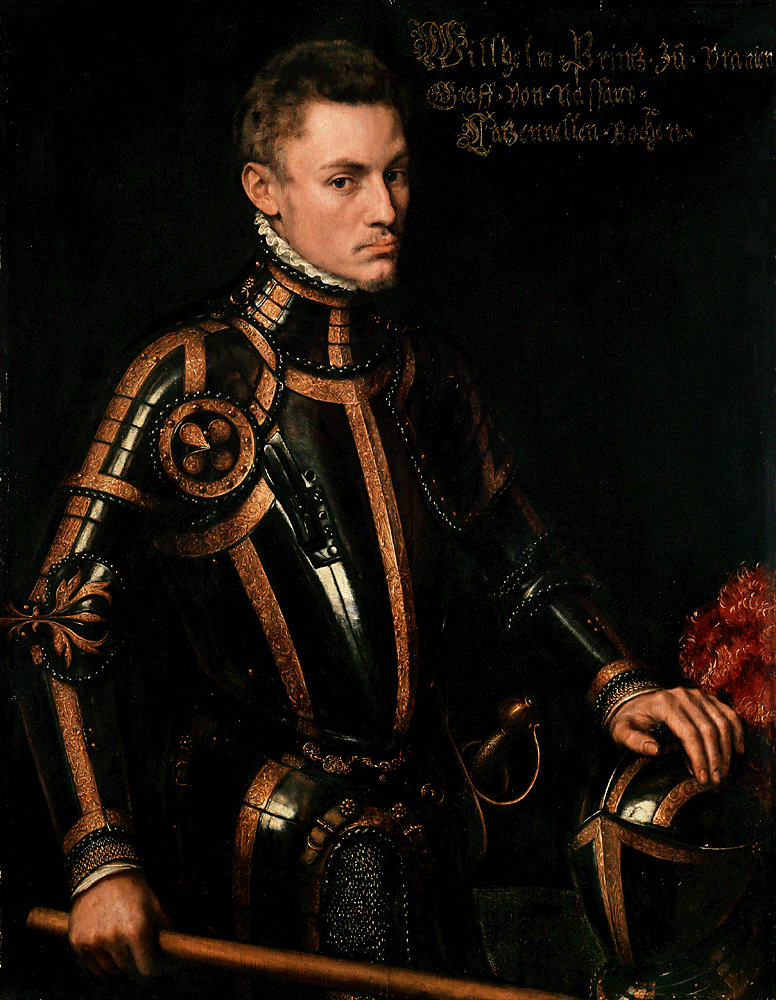
オラニエ公 ウィレム1世

1566年、再び強化された異端審問に反発し、ネーデルラント諸州の下級貴族たち300名ほどがマルゲリータに異端審問の中止を要求した。マルゲリータはこの要求を容れたが、その結果、亡命中だったプロテスタントの指導者たちがネーデルラント諸州に舞い戻り、活発な野外説教を行うようになった。8月にはカトリックの教会や修道院を標的にした打ち壊しがフランドル州で発生し、他の州にも広がっていった（聖像破壊運動）。これらの一連の動きの背景には、この年の極端な冷害による食料不足もあった。
1567年、フェリペ2世は事態を収拾するためにアルバ公を指揮官とする1万の部隊をネーデルラントに派遣した。8月にネーデルラント入りしたアルバ公は、徹底的なプロテスタントの取り締まりを行い、12月には穏健派のマルゲリータに代わってネーデルラント全州総督となった。一方、ネーデルラント諸州の貴族の中でも最有力者であったオラニエ公ウィレム1世は、アルバ公がネーデルラント入りする前の4月にドイツに逃亡していたが、アルバ公はオラニエ公およびそれに付き従った貴族たちの財産と所領を没収するという強硬策を採った。

### 反乱の始まり
1568年、オラニエ公ウィレム1世は弟ローデウェイクらとともにネーデルラントに侵攻し、アルバ公に戦いを挑んだが、これは失敗に終わり、フランスに逃げ込むことになった。フランスでユグノー勢力と合流したオラニエ公らは、軍船をかき集めて海賊船団を設立した。イングランドのドーバーやフランスのラ・ロシェルを根拠地として通商破壊戦を展開した。これがいわゆる「海乞食」（ゼーゴイゼン、ワーテルヘーゼン）である。
1572年4月、26艘の船団に搭乗したおよそ250人の「海乞食」軍団はマース川の河口にあるブリーレの町の占拠に成功した。その後、ブリーレを根拠地に周辺の港町を幾つか攻略し、ホラント州およびゼーラント州内の水上交通網を押さえる戦略に出た。この結果、多くの都市がオラニエ公側に寝返り、7月までに26都市がオラニエ公側に付くこととなった。この月、ホラント州議会はオラニエ公ウィレムを州総督に任命する。
アルバ公側も反撃に出たが、オラニエ公側の守りを崩すことは出来ず、1574年10月のレイデンヘ攻防戦に勝利を収めたオラニエ公は、ホラント州およびゼーラント州を実効支配するに至った。その後、各地からプロテスタントがホラント州およびゼーラント州に逃げ込み、この2州の政治の実権はプロテスタントが握るようになった。

### ヘントの和平とその破綻

ユトレヒト同盟とスペイン領ネーデルラント（1579年当時）

1575年、スペイン王フェリペ2世は2度目の破産宣告をした。この影響でネーデルラント派遣軍への給料支払いが滞ったため、スペイン兵たちはブラバント州で略奪行為に出た。この略奪を問題視したネーデルラント南部の諸州はスペイン軍の撤退を要求し、1576年11月にヘントの和平が成立した。しかしこの和平体制は長くは続かず、1577年にはオラニエ公と、アルバ公に代わって1576年にネーデルラント全州総督となっていたフアン・デ・アウストリアの間で戦闘が再開される。
戦闘再開から間もなく、ユトレヒト州とアムステルダムはオラニエ公側に就くが、スペイン側も病死したフアン・デ・アウストリアの次のネーデルラント総督となったアレッサンドロ・ファルネーゼが主導して1579年1月にアラス同盟を結成、反乱州との対決姿勢を強めた。これに対し、反乱州は同じ月にホラント州およびゼーラント州でユトレヒト同盟を結成、翌年までにユトレヒト同盟は北部7州による同盟へと発展した。

### フェリペ2世の統治権否認決議
1580年9月、ユトレヒト同盟はフランス王アンリ3世の弟アンジュー公フランソワを新たにネーデルラントの君主として迎えることを決め（プレシ・レ・トゥール条約）、1581年7月にはユトレヒト同盟に参加した北部7州による連邦議会によって、フェリペ2世の統治権を否認する統治権否認令を布告した。アンジュー公は1581年8月にネーデルラント入りしたが、ユトレヒト同盟側との意見の対立により、1583年6月にはフランスに戻ってしまう。更に1584年7月にはオラニエ公ウィレムが暗殺され、ユトレヒト同盟は指導者を欠く状態となった。
1585年1月、ユトレヒト同盟はアンリ3世に北部7州の主権を委ねることを申し出たが、この申し出はアンリ3世に拒否される。同年6月にはイングランド女王エリザベス1世に同様の申し入れをするが、これも断られ、代替策としてイングランド貴族レスター伯ロバート・ダドリーが執政として北部7州に迎えられることとなった。8月に入るとスペイン軍の封鎖を受けていたアントウェルペンが降伏、開城に至って焼き討ちを受け、退去したプロテスタント市民が大挙して北部へと逃れた。これをきっかけとして10万から15万に達すると見られる難民がそれまでの商工業の中心だった南ネーデルラントから北部のホラントとゼーラントに移動する事態となり、ネーデルラントの経済の中心はアントウェルペンから資本と商業のノウハウが移転されたホラントの中心都市アムステルダムに移ることとなった。レスター伯は1585年12月に兵士5000人を率いてネーデルラント入りするが、意見の対立が発生して1587年12月に帰国。ハプスブルク家と対抗出来る有力君主に北部7州の主権を委ねるという戦略は完全に破綻した。

## ネーデルラント連邦共和国
1585年にホラント州およびゼーラント州の総督に任命されたマウリッツ・ファン・ナッサウは、1591年までに更にユトレヒト州、ヘルダーラント州、オーファーアイセル州総督にも就任し、反乱側の指導者としての地位を確立する。1596年にはフランスとイングランドが北部7州を国家として事実上認める条約（グリニッジ条約）を締結し、うやむやのうちにネーデルラント連邦共和国が成立していたことになった。
共和国が成立してもスペインとの戦争は終わらなかった。ネーデルラント諸州は1602年、アムステルダム証券取引所とともに連合東インド会社（オランダ東インド会社）を設立してアジアに進出し、ポルトガルから香料貿易を奪取し、世界の海に覇権を称えた。このため貿易の富がアムステルダムに流入して、17世紀の共和国は黄金時代を迎えることとなる（オランダ海上帝国）。1609年にはスペインとの12年停戦協定が結ばれたが、1621年に停戦が終わると、独立戦争はヨーロッパ全体を巻き込んだ三十年戦争にもつれ込んだ。1648年、三十年戦争を終結させたヴェストファーレン条約の一部であるミュンスター条約で、スペインはネーデルラント連邦共和国の独立を正式に承認し、80年にわたる戦争（八十年戦争）は終結した。

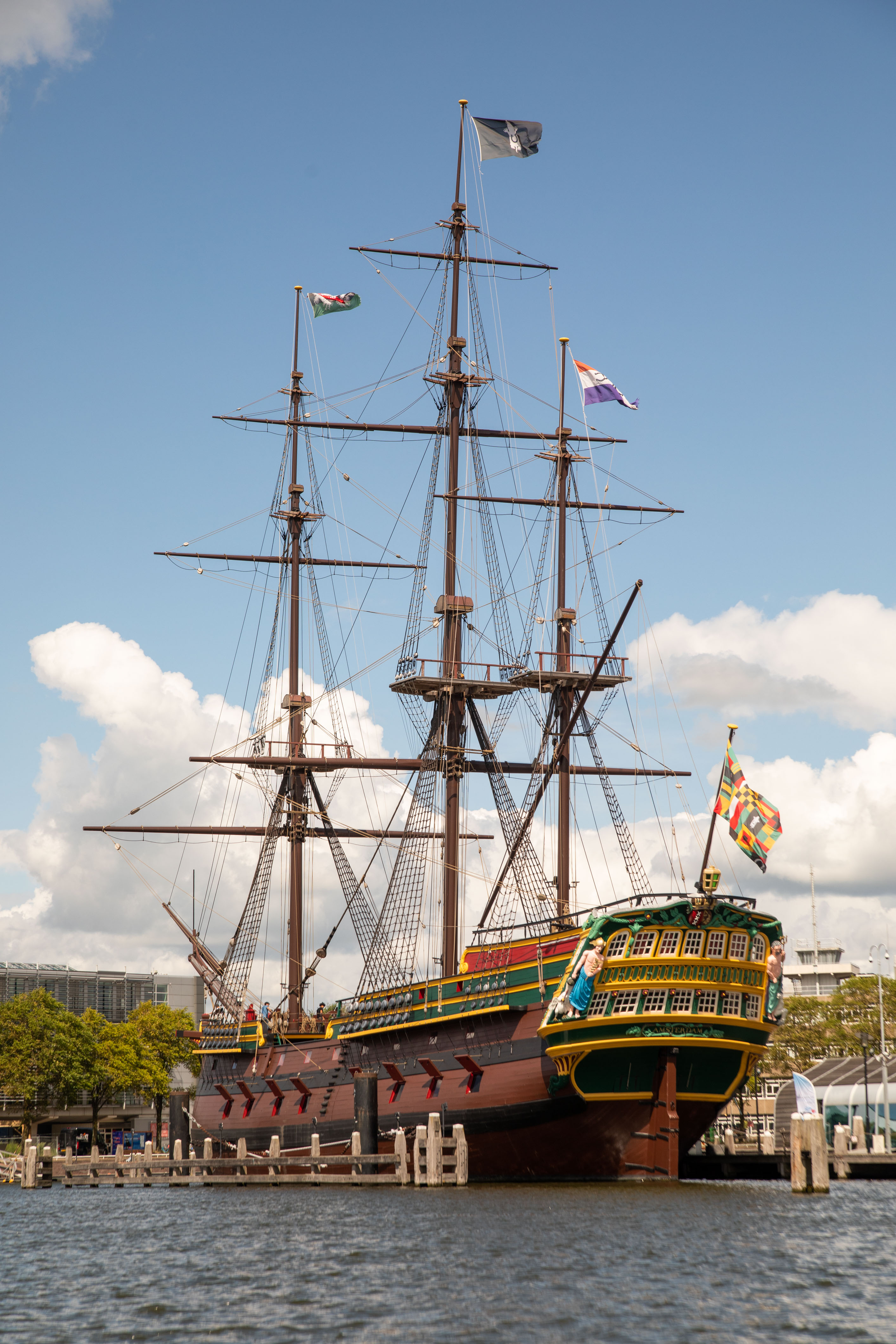
VOCアムステルダム号(復元)

オランダ東インド会社は、アジアだけでなく南北アメリカにも植民地を築いた。しかし各地の植民地でイギリス東インド会社と衝突し、遂には3次にわたる英蘭戦争となった。オランダ政府は1656年、のちにライクスヴェルフとなる兵器製造所・戦艦造船所を創設した。
1672年、イングランドがオランダに宣戦布告し（第三次英蘭戦争）、続いてフランス王国も宣戦を布告した（オランダ侵略戦争）。この国家的危機のため、1672年は「災厄の年」と呼ばれる。オラニエ派と共和派の対立も深まり、ついには1653年以来共和制の指導者であったヨハン・デ・ウィット兄弟が倒され、ウィレム3世が総督職に就いた。
1688年、ウィレム3世はイングランドへ侵攻し、ジェームズ2世は国外へ逃れた（名誉革命）。ウィレム3世は妻メアリー2世とともにイングランドの共同統治者（ウィリアム3世）となり、イングランド（およびスコットランド、アイルランド）とネーデルラントは1702年までの20年余、共に同じ元首を頂くことになった。18世紀始めに勃発したスペイン継承戦争ではネーデルラントはフランス・スペインを相手にイギリスとともに戦った。1747年、オーストリア継承戦争の最中、フランスに侵攻されたが、なんとか撃退した。
18世紀末葉になるとフランスの啓蒙思想が共和国にも流入したが、オランダ総督のウィレム5世が優柔不断な態度を取っていたため、統領職を代々世襲するオラニエ＝ナッサウ家に対する反感が高まった。さらにアメリカ独立戦争でイギリスと対立し、第四次英蘭戦争を起こして敗北（ただし、アメリカ独立戦争ではイギリスが敗北したため、オランダの損失は植民地のナーガパッティナムのみ）、1785年に愛国派（パトリオッテン）が蜂起する結果になった。

## バタヴィア共和国とホラント王国

ナポレオン・ボナパルト

フランス革命が起こると、フランス革命軍は1793年にネーデルラント一帯を占領し、フランスへ亡命していた革命派やその同調者にバタヴィア共和国を樹立させたが、ナポレオンが皇帝に即位すると、1806年に弟ルイ・ボナパルトを国王とするホラント王国に移行した。しかしルイはネーデルラント人の利益を優先してナポレオンの命令に忠実でなかったため、ナポレオンは1810年に王国を廃止してフランス帝国の直轄領とし、総督ルブランがアムステルダムに駐在した。この混乱の中で東インド会社は解散し、東インド植民地（オランダ領東インド）はフランスと敵対するイギリスが一時占領（1811年 - 1816年）した。この影響は遠く離れた日本の出島まで及び、オランダ国旗を掲げオランダ船に偽装したイギリス船フェートン号による侵犯事件も起こった（フェートン号事件）。この時期、オランダ国旗を掲げている場所は、世界中で長崎の出島とアフリカ西海岸のエルミナ要塞しかなかった。

## ネーデルラント王国

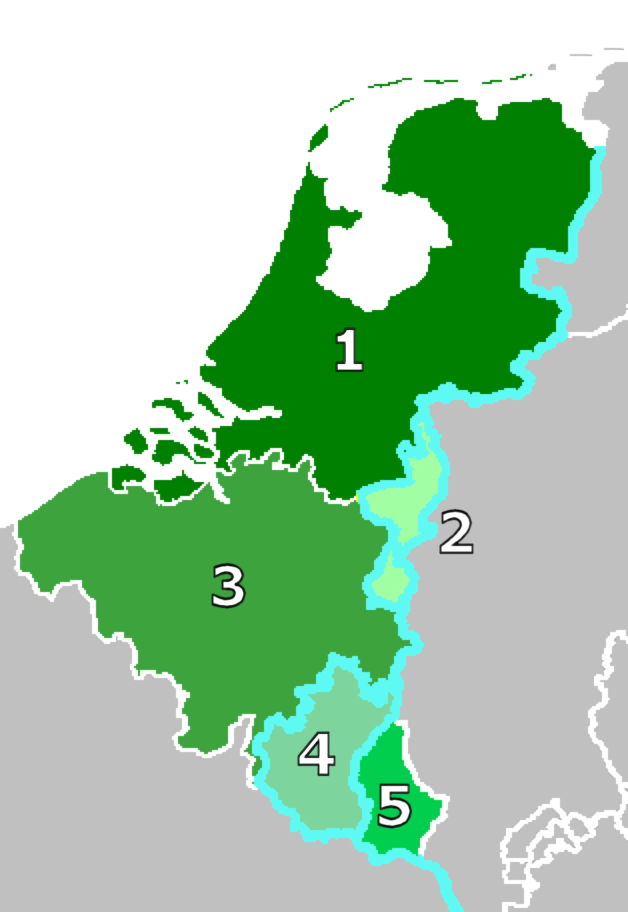
ネーデルラント連合王国(1～5)
ネーデルラント王国(1,2)

1813年にナポレオン帝国が崩壊すると、イギリスに亡命していたオラニエ＝ナッサウ家の一族が帰国し、ウィレム1世が即位して南ネーデルラント（ベルギー、ルクセンブルク）を含むネーデルラント連合王国を樹立した。これが現在まで続くネーデルラント王国（オランダ王国）の始まりである。しかしベルギーは独立戦争の後、1830年に分離独立した。1890年ウィレム3世が崩御すると、王位を継承したウィルヘルミナ女王が幼少のため母后エンマが摂政に就任したが、その際にはルクセンブルク大公国が同君連合を解消して完全独立した。ウィルヘルミナ女王は1898年に18歳で親政を開始し、女王の統治時代は50年にわたって続くことになる。

### 二度の世界大戦
第一次世界大戦ではネーデルラント王国は中立を維持したが、第二次世界大戦では中立宣言にもかかわらず、他のベネルクスの国ともども1940年5月10日未明にナチス・ドイツの侵攻を許した。オランダは空挺兵などによる急襲を受け、3日後の5月13日には政府をロンドンへ移転、さらに翌5月14日に降伏してドイツに占領された。
ウィルヘルミナ女王も政府とともにイギリスに亡命した。また1941年に太平洋戦争が勃発すると、連合国の一員として12月8日に日本に対して宣戦を布告した。東インド植民地（オランダ領東インド）は日本軍に占領された。南方軍司令官の今村均大将はオランダ側からの現地住民から身を守るための武装許可の要請を受け入れ、オランダ人の拳銃携帯を許可している。

### 世界大戦後から21世紀へ

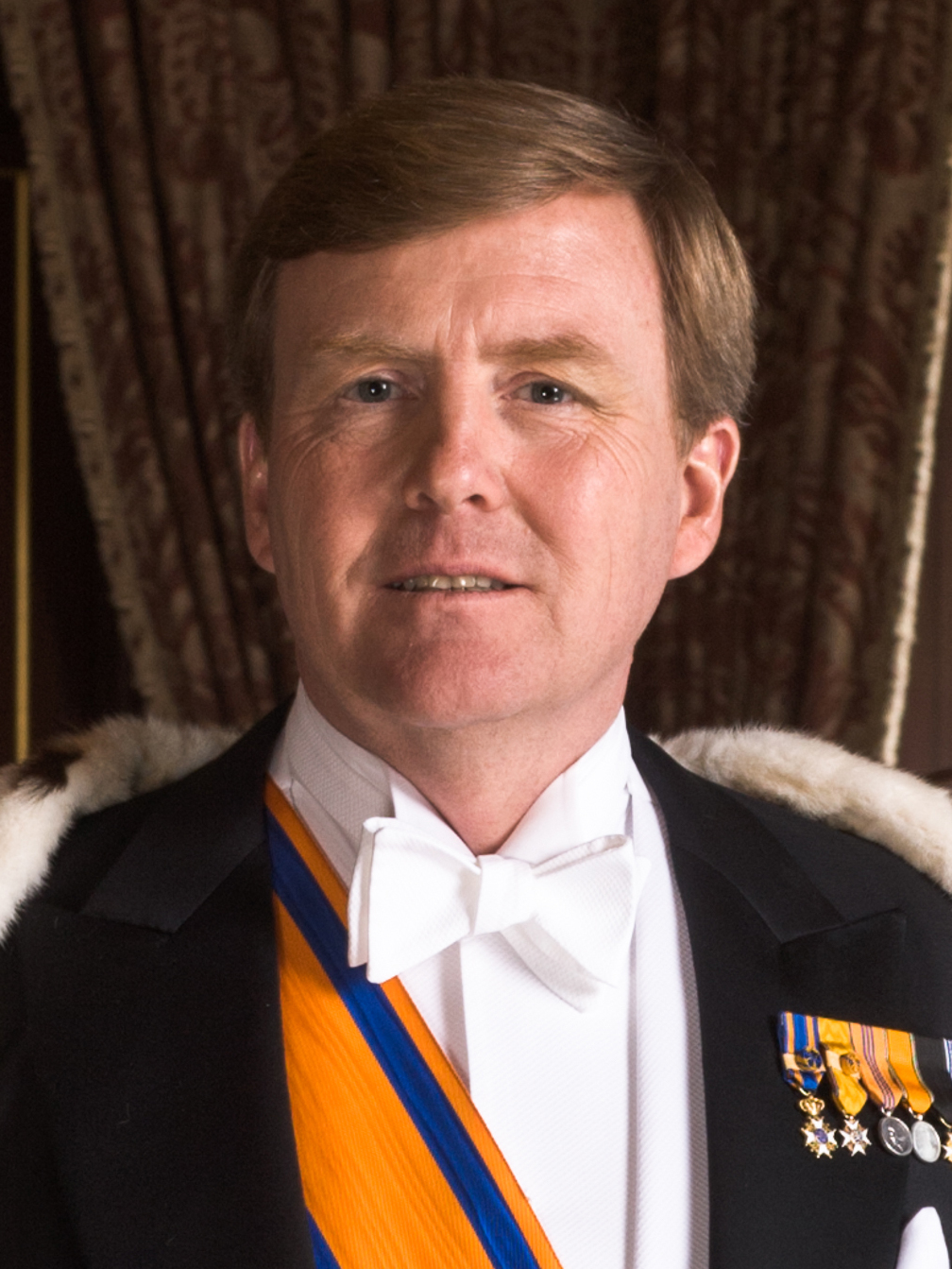
現在のオランダ君主
ウィレム＝アレクサンダー国王
（在位：2013年4月30日 - ）

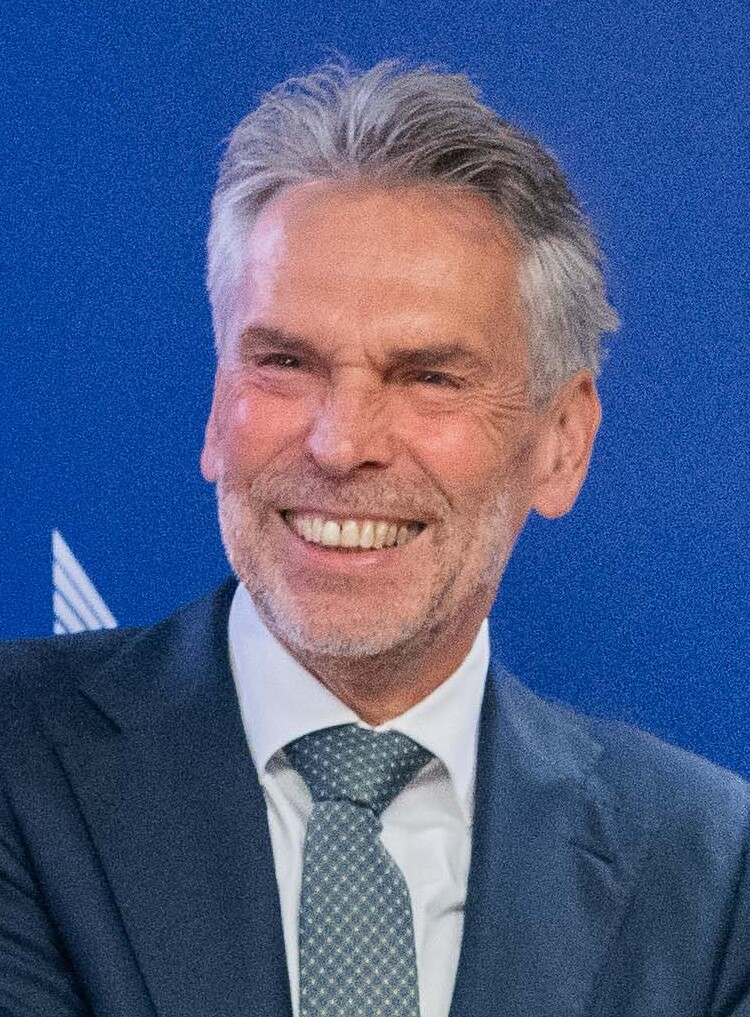
現在のオランダ首相
ディック・スホーフ
（在任：2024年7月2日 - ）

1945年の日本降伏後、オランダ軍は日本軍人をBC級戦犯として逮捕、拷問・処刑を行った（連合国中で最も多い226人の日本人を処刑、数千人を無期・有期刑で服役させた）。中には無実の者も含まれており、オランダの単なる報復行為の側面もあった。
日本降伏後、スカルノら現地の独立派は独立を宣言し、オランダはインドネシアの独立を認めることなく再征服を目指したことによりインドネシア独立戦争（1945年 - 1949年）が勃発したが、結局インドネシアの独立を承認せざるを得なくなった。
オランダは東南アジアを長期にわたって植民地支配してきたが、その違法性を糺す動きはほとんど見られず、植民地支配は当時の政治体制の一部として容認されていたという認識が一般的である。1995年にベアトリクスはインドネシアを訪問し、「植民地支配はお互いに恵みを与えた」とスピーチして、インドネシア人を憤慨させた。植民地支配への謝罪はなかったが、オランダ国内で批判されることはなかった。ウィム・コック首相は、2000年12月に、インドネシアに対して、植民地時代のオランダの行為に関して謝罪する用意があると表明したが、国内で嵐のような世論の反発に遭い、謝罪は立ち消えとなり、元軍人団体は「謝罪は独立戦争の犠牲になったオランダ兵に対する侮辱である」と猛反発した。オランダは奴隷制に深く関与した国であるが、2001年のダーバン会議で、人種差別とアフリカの貧困の淵源には奴隷制と植民地主義があるとして、「遺憾の念」を表明したが、賠償・補償の実施には至らず、奴隷制や植民地主義に対する責任として金銭を拠出するのは相応しくないという立場を堅持し、代替として、経済支援を通じて、アフリカの雇用、健康、経済を支援することを主張した。ただし、オランダの対応は近年変化しているとも指摘され、2005年8月、インドネシア建国60周年記念にジャカルタを訪れたベン・ボット外務大臣 (オランダ)は、日本軍降伏後に独立戦争に攻撃を加えたことに「遺憾の念」を表明したが、それ以上の植民地支配の違法性に踏み込み、法的責任として対処することは躊躇しており、国家賠償はしないが、未来志向の経済支援で事態を収めようとするやり方を堅持している。
本国では1948年にウィルヘルミナ女王が退位してユリアナ女王が即位し、1980年にはユリアナ女王の譲位を受けてベアトリクス女王が即位した。
ウィム・コック政権（第2次コック内閣）下の2000年9月12日に同性結婚の合法化に関する法案が、スターテン・ヘネラール（オランダ議会）の第二院（下院）で109票対33票で可決され、同年12月19日に第一院（上院）で49票対26票で可決された。同法律は、2000年12月21日にベアトリクス女王から王室の同意を得て、2001年4月1日に施行され、オランダは世界で最初に同性結婚を合法化した国になった（オランダの同性結婚）。
2013年にはベアトリクス女王の譲位を受けて、ウィレム＝アレクサンダー国王がオランダ王室史上123年ぶりの男性国王として即位した。
現在のオランダの首相は、無所属のディック・スホーフ（2024年7月2日就任）。
内閣は、2024年7月2日成立のスホーフ内閣（Schoof cabinet）。